# Windows CE
Windows CE – system operacyjny opracowany przez Microsoft jako system dla urządzeń mobilnych typu PDA (np.: Pocket PC lub Palm) lub jako system wbudowany.
Najnowsze wersje systemu spełniają podstawowe kryteria, jakich wymaga system operacyjny czasu rzeczywistego (RTOS) i Microsoft właśnie w taki sposób promuje swój produkt. Początkowo jednak system był daleki od standardów RTOS, np. nieprzewidywalny był czas oczekiwania na obsługę przerwania. Obecne wersje Windows CE mają już rozbudowany i przewidywalny system przerwań. Nadal jednak istnieją zastrzeżenia, np. stosowanie kolejek LIFO w obsłudze zdarzeń.
Windows CE jest zoptymalizowany dla urządzeń o minimalnej pamięci – jądro Windows CE może być uruchomione nawet w 1 MB pamięci. Urządzenia takie często nie mają dysku twardego, więc system może być konfigurowany jako „zamknięty”, bez obsługi dodatkowych rozszerzeń (np. może być zapisany w pamięci ROM). System obsługuje 256 priorytetów wykonywania i korzysta z dziedziczenia priorytetów w razie, gdyby doszło do ich inwersji. Podstawową jednostką wykonywania jest wątek, co umożliwia prostsze zarządzanie procesami. Oprócz obsługi przenośnych urządzeń, Microsoft oferuje również Windows CE w komputerach pokładowych samochodów wraz z systemem rozpoznawania mowy mającym zapewnić bezdotykową obsługę systemu operacyjnego.
Istnieją również inne systemy przeznaczone specjalnie na rynek PDA np.: Palm OS, Symbian, PVOS.
W większości PDA z systemem Windows CE jest również instalowany pakiet Microsoft Office, który obsługuje pliki tworzone przez pakiet Office z komputera PC.

## Kwestia nazewnictwa
Microsoft nie wypowiedział się jednoznacznie co oznacza skrót CE, lecz twierdzi, że taka nazwa nie była celowa. Oświadczył jednak, że CE wyrażać może w sobie wiele koncepcji, takich jak Compact (ang. Kompaktowy), Connectable (ang. Łącznościowy), Compatible (ang. Kompatybilny). Inna nazwa to "Compact Embedded" (ang. Kompaktowy Wbudowany).

## Wersje systemu

### Pierwsze pomysły
Wbrew pozorom, o Windows CE dyskutowano już w 1992 roku. Wtedy narodził się projekt WinPad, mający być systemem przeznaczonym dla komputerów naręcznych, ang. PDA. Jednocześnie narodził się projekt Pulsar, który miał utworzyć bezprzewodowe urządzenie na podobieństwo pagera, które miało być jak najprostsze w użyciu.
W grudniu 1994 oba projekty połączono w jedną grupę o nazwie Pegasus

### Windows CE 1.x
Wynikiem projektu Pegasus była pierwsza specyfikacja urządzeń na których system miał pracować
- wymiary nie większe niż 180 × 100 × 25 mm
- zasilanie z dwóch baterii AA (R6)
- masa mniejsza niż 500 g
- klawiatura QWERTY zawierająca klawisze takie jak SHIFT, CTRL i ALT
- dotykowy wyświetlacz LCD o rozdzielczości 480 × 240 pikseli w 4 odcieniach szarości
- minimum 4 MB pamięci ROM
- minimum 2 MB pamięci RAM
- port podczerwieni
- port COM zgodny z RS-232
- slot PC Card (PCMCIA)
- wbudowana obsługa dźwięku
- procesor SuperH 3, MIPS 3000 lub MIPS 4000

W listopadzie 1996 roku do sklepów trafiły dwa pierwsze Handheldy – NEC MobilePro 200 i Casio A-10. Windows CE 1.0 stał się pierwszym krokiem Microsoftu w stronę urządzeń klasy PDA.
Firma HP produkująca opartą na systemie DOS serię komputerków przenośnych LX też postawiła na WindowsCE. Wprowadziła ona używaną do dziś jako standard w handheldach rozdzielczość HalfVGA (PółVGA, 640×240 punktów).
Microsoft wydał jeszcze WindowsCE 1.01 (znany także jako 1.0a), który wprowadził obsługę języka japońskiego.

### Windows CE HandheldPC 2.x
Windows CE 2.0 powitał świat z dużo większą liczbą obsługiwanych peryferii i nowym sposobem programowania, co ustanowiło Handheldy najbardziej zaawansowanymi urządzeniami PDA w tamtych czasach. Pierwsze urządzenie z tym systemem zawitało w sklepach trzynastego października 1997.
Ta wersja systemu pracowała jednocześnie na wyświetlaczach HalfVGA (640x240 punktów), jak i VGA (640x480 punktów) przy maksymalnie 24-bitowym kolorze. Powiększono też ograniczenie wielkości jednego pliku do 4Mb i dodano czcionki True Type. Dodatkowo w wersji 2.10 dołączono obsługę kart sieciowych (ale tylko zgodnych z NE2000). Wersja 2.10 dodała także obsługę USB, FAT32, powiększyła ograniczenie wielkości pliku do 16MB i wprowadziła używany nawet w najnowszych pocketach panel SIP (Software Input Panel, klawiaturę ekranową).

### Windows CE 2.11 – Palm-Size PC 1.1
Ta wersja systemu Windows CE stanowiła podstawę dla urządzeń typu PocketPC. Zmieniono w niej rozdzielczość ekranu na QVGA (QuaterVGA, ĆwierćVGA, 320x240 punktów). Dodano także rozpoznawanie pisma odręcznego. Oparty był na Windows CE 2.10

### Windows CE 2.11 – Palm-Size PC 1.2
Tę wersję systemu oparto na jądrze Windows CE H/PC 2.11. Ważniejsze zmiany to usunięcie pakietu Pocket Office, ku zdenerwowaniu klientów.

### Windows CE HandeldPC 2.11 – HandheldPC Professional
Ta wersja systemu była dużym skokiem do przodu. W pakiecie Pocket Office pojawiła się pomniejszona wersja Acces'a, a Word i Excel dużo lepiej radziły sobie z konwertowaniem dokumentów z komputerowego office.
Tym razem producenci zmienili nieco koncepcję handheld'ów w sub-notebooki i pomijając bardzo popularną serię Jornada 6xx firmy HP, która dalej pozostała w „standardowych” wymiarach, wszystkie urządzenia bardziej przypominały laptopy.
Microsoft postanowił dać możliwość producentom sprzętu aktualizacji systemów do H/PC Pro. Projekt nosił nazwę Callisto i polegał na wymianie płytki z pamięcią ROM na system oparty na jądrze 2.11 z programami w wersji 3.0

### Windows CE HandeldPC 3.x – HandheldPC 2000
Podczas pracy nad nowym systemem, Microsoft skupił się bardziej na jego młodszym dziecku, systemie PocketPC 2000. Owocem tego było nowe jądro, które napędzało zarówno Windows CE, jak i Windowsa PocketPC. Z tego powodu większość programów w nowym systemie pozostała przeniesiona prosto z Windows CE H/PC Profesional 3.0. Jednak samo jądro wniosło bardzo dużo w system. Tym razem Microsoft skupił się na szybkości i niezawodności, co stało się jego nową strategią. W sklepach zawitały nowe urządzenia mogące udźwignąć bardziej wymagające i rozbudowane programy. Jednym z najbardziej znanych urządzeń z H/PC 2000 jest HP Jornada 720. Po wydaniu tego systemu Microsoft przerzucił większość programistów do ulepszania systemu PocketPC 2000.

### Windows CE.net (4.x)
Od tej wersji z systemem zintegrowano .NET Compact Framework. Z ciekawszych zmian pojawiło się możliwość zmiany kolorystyki systemu, pakiet PocketOffice został ograniczony do samego Wordpada. Dla tego systemu istnieje oprócz przeglądarki PocketIE wersja Internet Explorera prawie w 100% zgodna z „dużym” IE 5.5.
Od wersji.net 4.2 system korzysta z nowej powłoki (shella), która choć wygląda jak poprzednie wersje, to jest ściśle połączona z przeglądarką internetową
Od tej wersji pojawił się znany głównie z nawigacji PNA podział CE na wersję „Core” i „Professional”. Core to tylko podstawowy system, z reguły posiadający tylko shella (Explorer) i nakładkę producenta. Professional zawiera za to dodatkowe programy. Oczywiście podział wynikł z powodu kosztów licencyjnych – Pro jest kilkukrotnie droższy od Core.
Nowe możliwości:
- Dodano sterowniki w tym pamięci Flash, urządzeń HID i ujednoliconych klawiatur[7]

Wersja Windows CE.NET 4.2 jest również dostępna (nieoficjalnie – od graczy dla graczy) w sieci dla pierwszej konsoli wideo Microsoftu – Xbox

### Windows CE 5.0
Wydany w lipcu 2004. Ta wersja systemu nie posiada Microsoft Office, ani WordPada. W systemie w wersji Professional zawiera jedynie przeglądarkę Internet Explorer i program Windows Media Player 9. Instalowany jest na nielicznych palmtopach oraz na większości urządzeń nawigacji samochodowych, które nie są seryjnie instalowane w samochodach.
Od tej wersji system przestał obsługiwać Direct3D (SYSGEN_DIRECT3D). Wszystkie aplikacje i sterowniki korzystające z tej technologii muszą zostać przeportowane na Direct3D Mobile. System również przestał wspierać DirectSound. Wszystkie aplikacje korzystające z tej technologii muszą zostać przeportowane na Waveform.

### Windows CE 6.0
Zrealizowany we wrześniu 2006 roku. Nazwa kodowa „Yamazaki”.
- zwiększono przestrzeń adresową procesu z 32 MB do 2 GB,
- dano możliwość uruchomienia 32 768 procesów (w porównaniu z 32 w wersji 5.0),
- zwiększono wydajność funkcji systemowych,
- Device.exe, filesys.exe, GWES.exe przeniesiono do Trybu Jądra.
- dodano obsługę 512 MB pamięci fizycznej,
- sterowniki posiadają dwa tryby: jądra i użytkownika.

### Windows CE 7.0
System wydany w roku 2010. Nowe funkcje:
- Obsługa procesorów z dwoma rdzeniami (np. ARMv6),
- Pozycjonowanie na podstawie WIFI,
- Obsługa Bluetooth 3.0
- Obsługa technologii DRM,
- Obsługa NDIS 6.1,
- Zaawansowana obsługa dotyku i gestów, (Multi Touch)
- Synchronizacja danych i mediów z MTP,
- Unowocześniona grafika oparta na Open GL ES 2.0,
- Ulepszony Internet Explorer 8 z kompatybilnością wsteczną,
- Wsparcie dla tabulatorów,
- DLNA.
- obsługa wi-fi

### Embedded Compact 2013
System wydany w roku 2013:
- Obsługa DHCPv6
- Obsługa IPv6 przez VPN
- Snapshot boot
- Ulepszona obsługa XAML
- Poprawione zarządzanie pamięcią względem wersji 7
- Dodano przeglądarkę HTML Help

## Sprzęt obsługiwany przez Windows CE[9]
- Głośniki
- Sprawdzanie stanu baterii
- Bluetooth HCI
- Kamery cyfrowe
- Sterownik Direct3D Mobile Display
- Sterownik DirectDraw Display
- Akceleracje sprzętową obrazu
- Odtwarzacze DVD-Video
- Pamięci flash
- Urządzenia HID
- Klawiatury
- Myszy komputerowe
- Sieć
- Diody LED
- Port równoległy
- Karty PCI
- Drukarki
- Karty Secure Digital
- Porty szeregowe
- Karty elektroniczne
- Interfejs strumieniowy
- Zegarki między innymi zewnętrzne tzw. Timery
- Ekran dotykowy
- USB w typie host, szeregowego hosta, klienta
- USB OTG
- Inne urządzenia montowane na układzie scalonym. Najczęściej są nimi odbiorniki GPS, transmitery FM
- Nawigacje